# Glen Matlock
Glen Matlock (nascut el 27 d'agost de 1956) és un músic anglès d'anomenada per ser el baixista en la formació original del grup de punk-rock Sex Pistols. Té atribuïda la coautoria oficial de 10 de les 12 cançons de Never Mind the Bollocks, Here's the Sex Pistols, tot i que havia deixat la banda en el moment en què el disc va ser llançat i el baix va ser interpretat per Steve Jones. També segueix fent els seus propis registres i gires amb diverses bandes, inclosos els Sex Pistols.

## Biografia
Matlock hi assistí a Saint Martins' School of Art fins 1974. Fou el baixista original de The Sex Pistols, en ser-li presentats el guitarrista Steve Jones i el bateria Paul Cook mentre treballava a SEX, la botiga de roba de Malcolm McLaren ubicada a Londres. Ha estat acreditat com a coautor en 10 de les 12 cançons que apareixen a l'àlbum Never Mind the Bollocks here the Sex Pistols. Tanmateix, la seva contribució global a aquestes cançons ha estat discutida: Jones va dir en una entrevista de 2011 que estava "cansat de les afirmacions de Matlock que havia coescrit algunes de les cançons més grans de la icona punk", afirmant que ell mateix havia escrit tantes cançons com Matlock", mentre que el mateix Matlock assenyala en el seu llibre que la banda només va escriure dues cançons després de la seva partida. Segons una entrevista del 2014, va jugar un gran paper a l'hora d'escriure les cançons que van aparèixer a l'àlbum. Segons una entrevista del 2014, va jugar un gran paper a l'hora d'escriure les cançons que van aparèixer a l'àlbum i en Cook ha declarat que Matlock va escriure la majoria de les cançons que apareixen en l'àlbum.
Matlock Va deixar la banda a finals de febrer de 1977. En informacions contemporànies (proporcionades pel mànager Malcolm McLaren) hom declarava que fou despatxat del grup perquè "li agradaven els Beatles ". Encara que Matlock ha dit que una de les seves majors influències és The Faces; l'anècdota dels Beatles és fictícia.

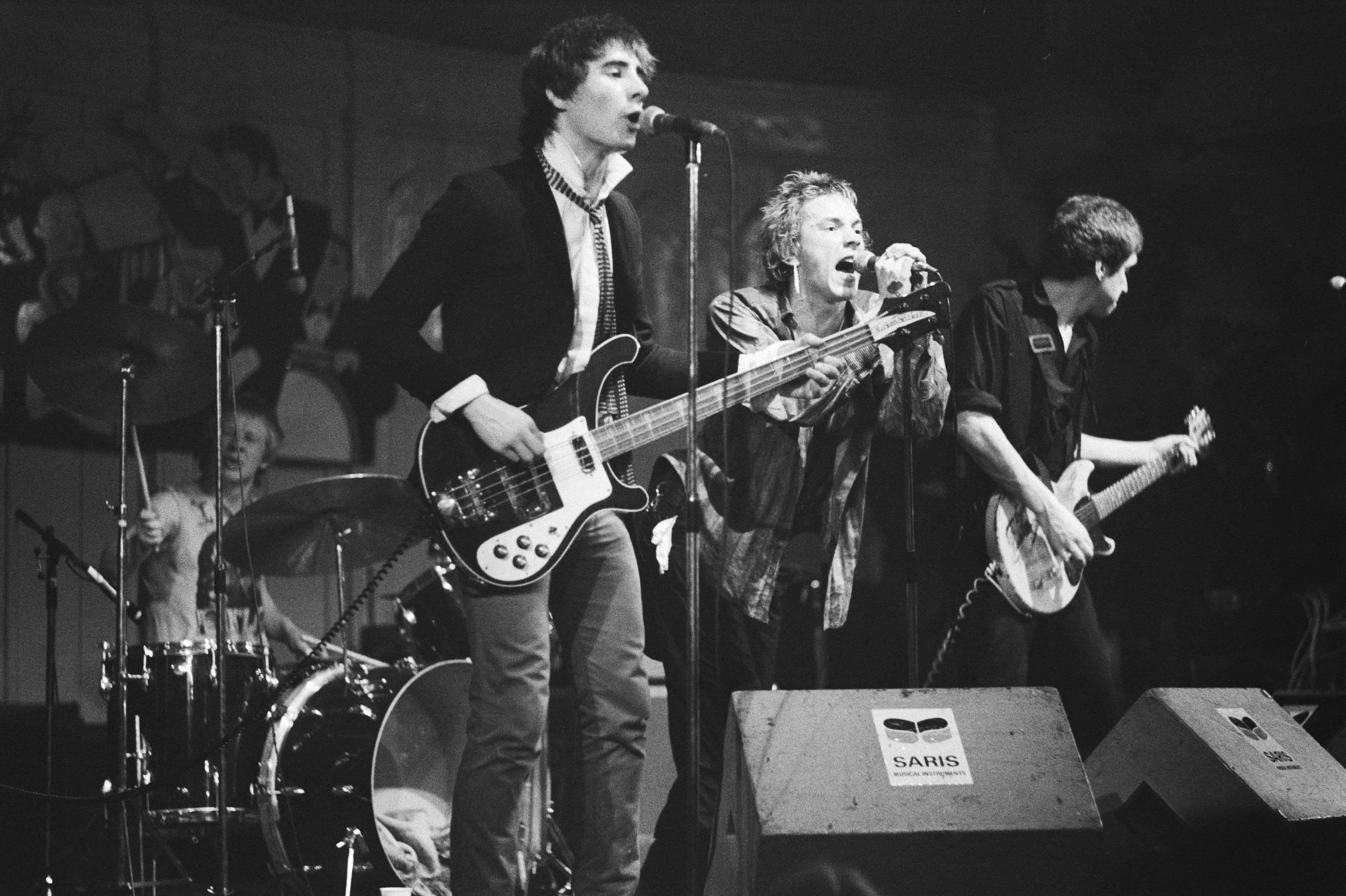
Matlock tocant amb el Sexe Pistols el 1977

En la seva autobiografia, I Was a Teenage Sex Pistol, Matlock va declarar que va deixar la banda per la seva voluntat, ja que estava "malalt de tota la porqueria". En el documental de 2000 The Filth and the Fury, els membres de la banda generalment accepten que hi havia tensions entre Matlock i Rotten, que suggereix que Matlock va ser agreujat pels intents de Malcolm McLaren de ficar als dos homes un contra l'altre. Matlock va ser reemplaçat per Sid Vicious i va formar Rich Kids, una banda de 'new wave power pop', amb el baixista i guitarrista Midge Ure (guitarrista, cantant i teclista), Steve New (guitarrista i cantant) i Rusty Egan (bateria). Després dels Rich Kids va formar els Spectres amb el guitarrista de Tom Robinson Band Danny Kustow, i subsegüentment Mick Hanson, i més tard va formar Hot Club el 1982 amb el guitarrista James Stevenson i cantant Steve Allen.
En la seva autobiografia, Rotten: No Irish, No Blacks, No Dogs, John Lydon va afirmar que Matlock treballava en els material més tardà de Sex Pistols (incloent-hi el seu àlbum Never Mind the Bollocks...) com a músic de sessió pagat (Jones va tocar el baix en les dues cançons gravades després de la sortida de Matlock, amb Vicious a més contribuint a la cançó "Bodies"); No obstant això, Matlock va negar el fet en el seu propi llibre, afirmant que totes dues cançons que apareixen a l'àlbum ja havien estat gravades com a senzills o cares-b abans de la seva sortida L'any 2004, l'historiador de música David Howard va declarar que Matlock no va actuar en cap de les sessions de gravació de Never Mind the Bollocks. Matlock més tard va tocar el baix amb Vicious en la banda de curta durada Vicious White Kids. Matlock també va tocar el baix en el l'àlbum Soldier d'Iggy Pop i en l'àlbum Not of This Earth de The Damned. En el documental de 'Classic Albums' sobre Never Mind the Bollocks, Here's the Sex Pistols, Jones afirma que creu que el grup hauria fet més àlbums si Matlock s'hagués quedat a la banda i no haveren fet l'entrevista de televisió de Bill Grundy.
Matlock rejuntà els membres originals de The Sex Pistols per gires de retrobament el 1996, 2002, 2003, 2007 i 2008. Va tocar el baix i va cantar per un temps en les bandes The Philistines i The Flying Padovanis. Va fer una gira amb un col·lectiu d'estrelles punk i post-punk, Dead Men Walking, que incloïa Mike Peters de The Alarm, Kirk Brandon del Theatre of Hate i Spear of Destiny, i Pete Wylie de Wah! Actualment és membre de Slinky Vagabond amb Earl Slick, Clem Burke i Keanan Duffty. Slinky Vagabond va debutar al Joey Ramone Birthday Bash el maig de 2007. Un dels periòdics, que comparava els estils de vida actuals dels Sex Pistols, va escriure: "Només el baixista original Glen Matlock segueix girant amb la seva pròpia banda, una ironia el fet que va ser acomiadat per ser massa conservador".
El gener 2010, Glen Matlock va reformar els Rich Kids per un concert benèfic extraordinari per ajudar Steve New. Van ser a l'escenari els membres originals Rusty Egan i Midge Ure, així com Mick Jones de The Clash i Gary Kemp d'Spandau Ballet. New morí de càncer el 24 de maig de 2010.
Matlock va unir-se a la retrobada de The Faces, tocant a la Vintage Stakes de Goodwood, festival prop de Chichester l'agost de 2010. Dins abril 2011, va estar amb Mani tocant el baix per Primal Scream en un concert de conscienciació sobre el tsunami del Japó a la Brixton Academy de Londres.
A finals de 2011, Matlock va unir Clem Burke, James Stevenson i Gary Twinn com a membres d'un grup conegut com The Internacional Swingers. La banda, va establir base a Los Angeles, va anar de viatge a Austràlia i també a la costa de l'oest dels EUA en ocasions nombroses. Glen també va tocar el baix en el seu àlbum titulat amb el seu nom i finançat per una campanya de Pledge Music.
En 2012, Matlock va fer el seu debut com a actor en la pel·lícula dramàtica britànica The Paddy Lincoln Gang, interpretant una escena de docudrama a un concert en viu de The Faces.
Al febrer de 2016, els Rich Kids van anunciar que reformarien per a una actuació conjunta amb The Professionals en el London O2 Shepherds Bush Empire per a maig de 2016.
Matlock s'ha pronunciat públicament contra el Brexit.

## Discografia

### Sex Pistols
- 1977 - Never Mind the Bollocks, here the Sex Pistols (solament en Anarchy in the U.K.)
- 1996 – Filthy lucre Live
- 2008 – Live & Filthy

### Rich Kids
- 1978 – Ghosts of Princes in Towers

Recopilacions de Rich Kids
- 1998 – Burning Sounds
- 2003 – Best of the Rich Kids

### Vicious Rich Kids
- 1978 – The Vicious White Kids featuring Sid Viciós (no editat fins a l'any 1991.)

### Iggy Pop
- 1980 – Soldier

### The London Cowboys
- 1984 – Tall in the Saddle (12", mini àlbum)

### The Damned
- 1995 – Not of This Earth

### Glen Matlock & The Philistines
- 1995 – Hard Work (edició limitada.)
- 1996 – Who's He Think He Is When He's at Home? (Àlbum en solitari.)
- 2000 – Open Mind
- 2004 – On Something
- 2010 – Born Running
- 2013 – Rattle Your Cage: The Best of Glen Matlock & The Philistines

### The International Swingers
- 2015 – The International Swingers